# Критика постмодернізму
Критики постмодернізму поділяють думку, що цьому світогляду бракує узгодженості та вороже ставляться до поняття абсолютів, таких як істина. Зокрема, вважається, що постмодернізм може бути безглуздим, сприяє обскурантизму та використовує релятивізм (у культурі, моралі, знаннях) настільки, що епістемологічно й етично калічить їх.
Постмодернізм — це дуже різноманітна інтелектуальна та художня діяльність, і дві галузі (наприклад постмодерністська література та постмодерністська філософія) можуть мати мало спільного. Критика постмодернізму взагалі, як правило, не є всебічною на різні рухи, позначені постмодерном. Така критика часто посилається на специфічні галузі постмодернізму, часто на інтелектуальні теорії гуманітарних наук (філософія, історія, гендерні дослідження та дослідження ЛҐБТ+, структуралізм, культурний релятивізм та «теорія»). Постмодерна філософія також є частим предметом критики за затемнення і стійкість до надійних знань. Наприклад, філософ може критикувати французьку філософію постмодерну, але не має чогось проти проблем із постмодерним кіно. І навпаки, філософ Роджер Скратон критикував постмодерністські гуманітарні науки та деякі елементи постмодерністського мистецтва, проте ніколи не атакував різноманітні проєкти постмодерну. Найпопулярнішою критикою постмодернізму в цілому є відсутність визначення того, що таке постмодернізм сам по собі і навіть, що таке конкретно постмодернізм.

## Розпливчастість
Постмодернізм зазнав значної критики за відсутність стабільного визначення та значення. Цей термін позначає відхід від модерну і може стосуватися епохи людської історії (див. Постмодернізм), набору течій, стилів і методів у мистецтві та архітектурі, або широкого спектру наукових досліджень, що черпають вплив з таких наукових галузей, як критична теорія, постструктуралістська філософія та деконструктивізм. Існує значна суперечка про те, які риси постмодернізму, якщо такі є, можна назвати суттєвими для концепції, і його загадкове значення та пов'язані з ним «сприйнята відсутність політичної прихильності, суб'єктивістські інтерпретації, фрагментарний характер та нігілістичні тенденції» призвели до значного академічного розчарування та критики. Невимовність постмодернізму була описана як «трюїзм», а дехто стверджує, що це «модне слово» Вказана семантична нестабільність" була вже давно визнана в науці.
Критики постмодернізму часто звинувачують постмодерністське мистецтво/творчість у розмитості, обскурантизмі чи безглуздості. Деякі філософи, такі як Юрген Габермас, стверджують, що постмодернізм суперечить сам собі через самореференцію, оскільки його критика була б неможливою без понять і методів, які надає сучасний розум.
Постмодерністи чи постмодерністські інтелектуали, такі як британський історик Перрі Андерсон, захищають існування різноманітних значень, приписаних терміну «постмодернізм», стверджуючи, що вони лише суперечать один одному на поверхні й, що постмодерністський аналіз може запропонувати розуміння сучасної культури. Кая Їлмаз відстоює відсутність чіткості та послідовності у визначенні терміна. Їлмаз вказує, що оскільки сама теорія є «антиесенціалістською та антифундаменталістичною», це відповідає тому, що термін не може мати якогось істотного чи фундаментального значення. Сокал розкритикував подібні засоби захисту постмодернізму, зазначивши, що подібні відповіді лише демонструють оригінальний момент, який висловлюють критики постмодернізму: про те, що чіткої та змістовної відповіді завжди бракує.

Лінгвіст Ноам Чомські стверджує, що постмодернізм не має сенсу, оскільки він нічого не додає до аналітичного чи емпіричного знання. Він запитує, чому постмодерністські інтелектуали не відповідають, як люди в інших галузях, коли їх запитують: 
Серйозно, які принципи їхніх теорій, на яких доказах вони ґрунтуються, чим вони пояснюють те, що не було раніше очевидним тощо? Це справедливі вимоги до будь-кого. Якщо вони не можуть бути задоволені, то я б запропонував звернутися до поради Юма в подібних обставинах: до полум'я. 
Крістофер Гітченс у своїй книзі «Чому Орвелл має значення» виступає за просте, чітке і пряме вираження ідей і стверджує, що постмодерністи втомлюють людей нудьгою і напівграмотною прозою. Гітченс також критикував постмодерністський том «Посібник Джона Гопкінса з літературної теорії та критики»: «Французи, як це трапляється, колись розробили вираз для такого роду прози: la langue de bois, дерев'яна мова, якою не можна сказати нічого корисного або просвітницького, але якою можна запропонувати різні виправдання для довільного і нечесного. (Ця книга) є вказівником на той жахливий стан розуму, який панує в багатьох наших університетах».

У подібному ключі пише Річард Докінз у схвальній рецензії на «Інтелектуальні самозванства» Алана Сокаля та Жана Брікмонта:
Уявімо, що ви — інтелектуальний самозванець, якому нічого сказати, але який має сильні амбіції досягти успіху в академічному житті, зібрати коло шанобливих учнів і змусити студентів з усього світу помазати ваші сторінки шанобливим жовтим маркером. Який літературний стиль ви б культивували? Безумовно, не ясний, бо ясність викрила б відсутність у вас змісту.
Далі Докінз використовує наступну цитату з Фелікса Ґваттарі як приклад цього «браку змісту» і ясності. 
Ми чітко бачимо, що між лінійними знаковими зв'язками або архіписьмом, залежно від автора, і цим мультиреферентним, багатовимірним машинним каталізатором немає однозначної відповідності. Симетрія масштабу, трансверсальність, патологічний недискурсивний характер їхнього розгортання: всі ці виміри виводять нас із логіки виключеної середини і зміцнюють нас у нашій відмові від онтологічного бінаризму, який ми критикували раніше.
Існує думка, що термін «постмодернізм» — це просто модне слово, яке нічого не означає. Наприклад, Дік Хебдіґе книзі «Ховаючись у світлі» пише: 
Коли з'являється можливість назвати «постмодерністським» декор кімнати, проект будівлі, діегезис фільму, конструкцію платівки, «скретч» відео, телевізійний рекламний ролик, документальний фільм про мистецтво, «інтертекстуальні» зв'язки між ними, верстку сторінки в модному журналі чи критичному виданні, антителеологічну тенденцію в епістемології, атаку на «метафізику присутності» — це вже постмодернізм, загальне ослаблення почуття, колективне розчарування і хворобливі проекції повоєнного покоління бебі-бумерів, що протистоїть розчарованому середньому віку, «скрутне становище» рефлексивності, група риторичних тропів, проліферація поверхонь, нова фаза товарного фетишизму, захоплення образами, кодами і стилями, процес культурної, політичної або екзистенціальної фрагментації та/або кризи, «децентрування» суб'єкта, «недовіра до метанаративів», заміна унітарних владних осей множинністю владних/дискурсивних утворень, «імплозія смислу», крах культурних ієрархій, страх, породжений загрозою ядерного самознищення, занепад університету, функціонування та вплив нових мініатюрних технологій, широкі суспільні та економічні зрушення в «медіа», «споживацьку» або «багатонаціональну» фазу, відчуття (залежно від того, кого ви читаєте) «безвиході» або відмови від безвиході («критичний регіоналізм») або (навіть) узагальненої заміни просторових координат на часові — коли стає можливим описати всі ці речі як «Постмодерн» (або, простіше кажучи, використовуючи сучасну абревіатуру «пост» або «дуже пост»), тоді стає зрозуміло, що ми маємо справу з модним словом.

## Моральний релятивізм
Деякі критики, наприклад, Ноам Чомскі, трактують постмодерне суспільство, як синонім морального релятивізму та сприяють девіантній поведінці. Культурно-консервативні письменники, такі як Чарльз Колсон, характеризуються як схильні розглядати запитання в епоху постмодернізму, як ідеологічно агностичні та наповнені моральним релятивізмом чи ситуаційною етикою. Джош МакДауелл і Боб Гостетлер пропонують таке визначення постмодернізму: «Світогляд, який характеризується вірою в те, що істина не існує в будь-якому об'єктивному сенсі, а створюється, а не відкривається… [Істина] створена конкретною культурою і існує лише в цій культурі. Тому будь-яка система чи твердження, що намагається донести правду, є силою, намаганням домінувати над іншими культурами».
Багато філософських рухів відкидають і модернізм і постмодернізм як культурну парадигму. Деякі з них пов'язані з культурним та релігійним консерватизмом, який розглядає постмодерність як неприйняття основних духовних чи природних істин, а наголос на матеріальній та фізичній насолоді — явній відмові від внутрішньої рівноваги та духовності. Багато з цих критичних питань конкретно нападають на схильність до «відмови від об'єктивної істини», як найважливішої неприйнятної особливості постмодерністської умови і часто мають на меті запропонувати метанаратив, що забезпечує цю правду.

## Сокальська справа
Алан Сокаль, професор фізики Нью-Йоркського університету, сформулював «справу Сокаля» — містифікацію, в рамках якої він написав завідомо безглузду статтю в стилі, схожому на постмодерністські статті. Стаття була прийнята до друку журналом Social Text, попри очевидне висміювання постмодерністського погляду на науку. Сокаль щедро використовував розпливчасті постмодерністські поняття і жаргон, критикуючи при цьому емпіричні підходи до пізнання. У той же день після виходу статті він опублікував ще одну статтю в іншому журналі, яка пояснювала статтю «Social Text». Це перетворилося на книгу «Модна нісенітниця», яка запропонувала критику практик постмодерністської академії. У книзі він і Жан Брікмонт вказують на зловживання науковими термінами в роботах постмодерністських філософів, але стверджують, що це не робить недійсною решту робіт тих філософів, до яких вони відсторонено ставляться з осудом.

## Мамбо-джамбо
Книга Френсіса Уіна «Як мамбо-джамбо завоювали світ» містить широку критику різноманітних позанаукових парадигм з суттєвою критикою культурного релятивізму та використання постмодерністських тропів для пояснення всіх сучасних геополітичних явищ. На думку Уіна, постмодерністські вчені схильні критикувати несправедливі структури влади на Заході, включаючи питання раси, класу, патріархату, впливу радикального капіталізму та політичного гноблення. Він знаходить недоліки в тропах, коли теорії виходять за рамки критичного мислення, заснованого на фактах, і використовують розпливчасту термінологію для підтримки обскурантистських теорій. Прикладом може слугувати твердження Люс Ірігарай, яке цитують Алан Сокал і Жан Брікмонт своїй книзі «Модна нісенітниця», що рівняння «E=mc2» є «статевим рівнянням», тому що «воно надає перевагу швидкості світла над іншими швидкостями, які є життєво необхідними для нас». Релятивізм, на думку Уіна, стає своєрідною стіною, яка захищає незахідні культури від такої ж постійної критики. Якщо сексизм, притаманний Північній Америці, відкритий для ворожої критики (як це і повинно бути, на думку Уіна), то, згідно з постмодерністською думкою, табу на критику вбивств на захист честі та каліцтва жіночих статевих органів у Північній Африці та на Близькому Сході. Релятивізм буде захищати такі табу, стверджуючи, що такі культури знаходяться поза сферою спільних західних цінностей і що ми не можемо судити про інші культури за нашими власними стандартами, або ж він захищається через зменшення гостроти сексизму, або заперечуючи його значущість (як західної пропаганди/нерозуміння), або звинувачуючи його у загрозливих західних факторах (імперіалізм, глобалізація, західна гегемонія, експлуатація ресурсів і західне втручання в цілому). Уін визнає, що, хоча дещо з цього може мати сенс, його випадок сильно перебільшений релятивізмом. Свою найгострішу критику Уін залишає для тих, хто захищає навіть найжахливіше системне жорстоке поводження з жінками, навіть у країнах, де західні контакти й вплив мінімальні.

## Постмодерне суспільство
Мабуть, найвідоміша критика постмодерного суспільства ― це роман Брета Істон Елліса «Американський психопат» на, який зробили однойменну кіноадаптацію.